# Bohémství

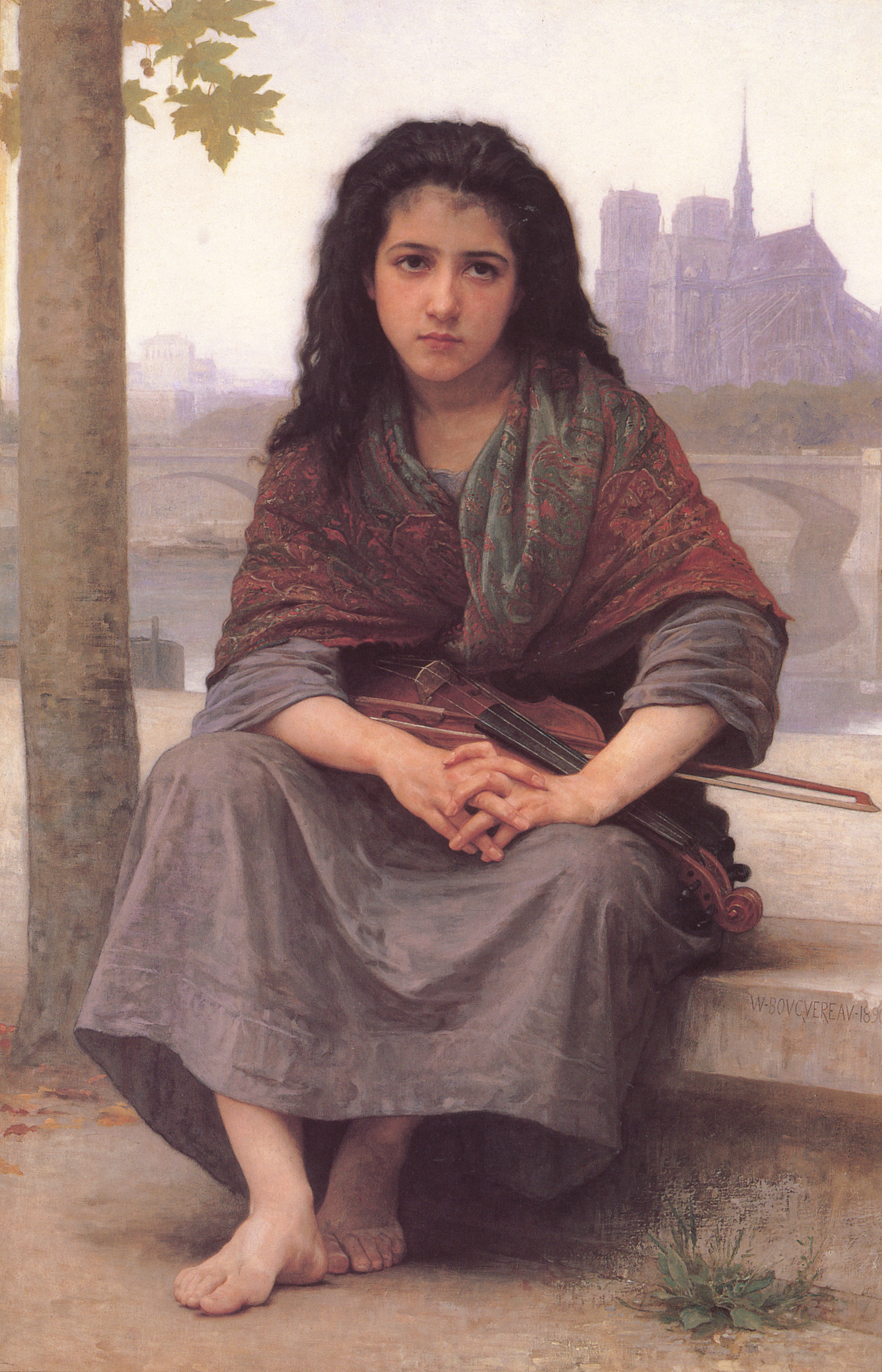
William-Adolphe Bouguereau: La Bohémienne, 1890, olej na plátně, 149,9 × 106,7 cm, soukromá sbírka

Bohém je označení pro člověka, který žije netradičním či neuspořádaným životním stylem, často je to umělec – malíř, sochař, hudebník, fotograf, herec či literát. Slovo „bohém“ se začalo používat ve Francii v 19. století, kdy se mladí umělci začali masově stěhovat do sousedství migrujících Cikánů, o kterých se v tehdejší Francii tvrdilo, že přišli z Bohemie, tedy z Čech.

Ústřední postavou brněnské bohémy byl básník  Jan Novák.

## Typické znaky
Bohémský styl života se často spojuje s trávením času ve společnosti ostatních (nezřídka podobně orientovaných) lidí, v kavárnách, pořádáním intelektuálních večírků, užíváním drog, alkoholismem a zejména v 19. století i pijáctvím absintu. Kromě toho byli bohémové známí i svým osobitým postojem k politice (většinou společensky liberálním až anarchistickým), otevřeností k předmanželskému sexu, a sex braný jako celková inspirace, hledání nových rozměrů, bujarým společenským životem a všeobecným užíváním si života plnými doušky.